# 营镇回族乡
营镇回族乡，是中华人民共和国河北省邯郸市大名县下辖的一个乡镇级行政单位。

## 行政区划
营镇回族乡下辖以下地区：
西营村、周庄村、张金庄村、何庄村、东营村、后常庄村、前常庄村、赵庄村、前王庄村、后王庄村、谢庄村、白庄村、张庄村、刘庄村、和庄村、黄庄村和金庄村。